# Læk Danske Kirke
Læk Danske Kirke er kirke i Læk Sogn for den danske folkekirkemenighed i den sydslesvigske by Læk (ty. Leck; nordfrisisk Leek).
Dansk Kirke i Sydslesvig hører under Haderslev Stift og forener de 30 danske menigheder i Sydslesvig. Den virker i tilslutning til Danske Sømands- og Udlandskirker, som ansætter og udsender præsten.,
Kirkebygningen er fra 1970 og har 140 siddepladser. Orglet er et Frobeniusorgel med seks stemmer.